# Youhou
Youhou est une émission de télévision jeunesse québécoise en 13 minutes diffusée du 6 février 1974 au 15 juin 1977 à la Télévision de Radio-Canada, puis rediffusée jusqu'en 1981.

## Synopsis
André (André Cartier) et Michel (Pierre Curzi) sont deux amis qui vivent ensemble dans un monde imaginaire.  Ils y vivent des aventures étranges accompagnés de leur ami Pinceau, une sorte de soleil qui a le pouvoir de dessiner n'importe quoi et n'importe où.  Une fois par épisode, ils reçoivent aussi la visite de Tessa (Thérèse Petit) qui en profite pour faire faire de l'exercice au jeune public.

## Commentaires
Bien qu'aujourd'hui l'aspect "psychédélique" puisse paraître ridicule, il faut dire que les enfants appréciaient le côté imaginaire exploité dans cette émission.